# Copelatus parallelus
Copelatus parallelus is een keversoort uit de familie waterroofkevers (Dytiscidae). De wetenschappelijke naam van de soort is voor het eerst geldig gepubliceerd in 1920 door Zimmermann.